# Feldberg (Pădurea Neagră)

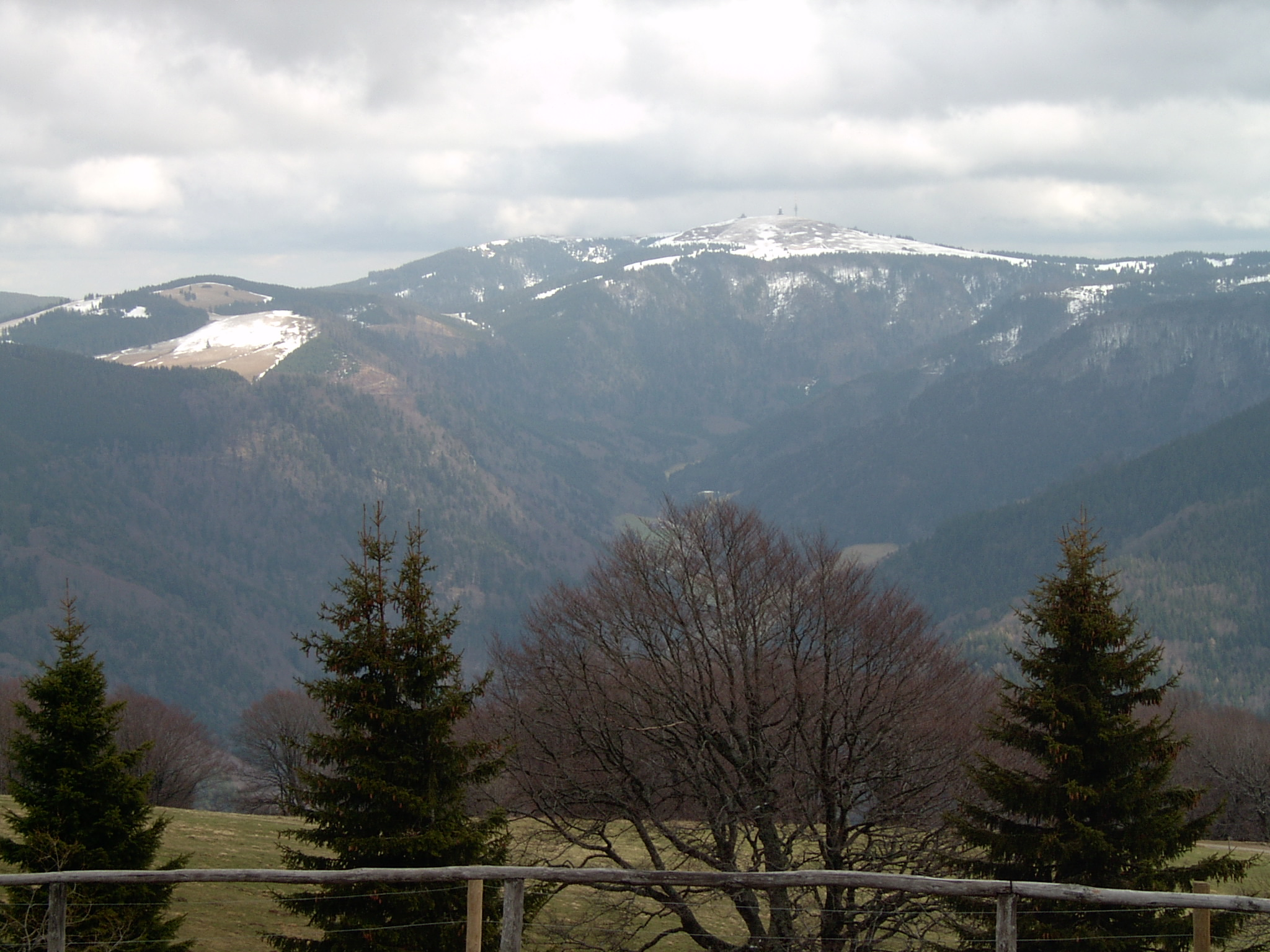
Vârful Feldberg

Feldberg este cel mai înalt vârf (1493 metri) din munții Pădurea Neagră, Mittelgebirge și landul Baden-Württemberg, fiind situat în sud-vestul Germaniei.
Numele său provine de la localitatea din apropiere, Feldberg.